# Angela Sirigu
Pour les articles homonymes, voir Sirigu.
Angela Sirigu est une chercheuse en neurosciences cognitives. Elle est directrice de recherche CNRS à l'Institut des Sciences Cognitives Marc Jeannerod et directrice scientifique du Centre d'excellence des troubles du neurodéveloppement à Lyon.

## Biographie
Née en Sardaigne à Tortoli, en 1956, Angela Sirigu suit des études de médecine et de psychologie à Rome, et obtient son doctorat en psychologie en 1984 à l'Université “la Sapienza”.
Elle poursuit ensuite son internat en France en neuropsychologie, à l'hôpital de la Timone à Marseille, aux côtés du professeur Michel Poncet, de 1985 à 1988. Elle part ensuite faire un post-doctorat en neurosciences cognitives au NIH (National Institutes of Health) à Bethesda (USA) jusqu'en 1992 .
De retour en France, elle travaille quelques années à l'hôpital parisien de la Pitié-Salpétrière avant de recevoir en 1996 l'habilitation à diriger des recherches scientifiques, puis de devenir chercheuse au CNRS . En 2008, elle devient directrice de recherche à l'Institut des Sciences Cognitives Marc Jeannerod, à Lyon. Depuis 2020, elle occupe aussi les fonctions de directrice scientifique de iMIND, Centre d'excellence des troubles du neurodéveloppement, à Lyon.

## Travaux
Angela Sirigu est connue pour sa contribution à l’étude du rôle du cortex pariétal dans la représentation du mouvement et la prédiction de ses conséquences sensorielles. 
Elle s’intéresse également à la plasticité corticale : elle a montré que les neurones du cortex moteur des patients amputés conservent leur capacité à générer une commande, ce qui ouvre des pistes pour le traitement de la douleur du membre fantôme. 
Enfin, elle étudie les facteurs cognitifs, sociaux et émotionnels de la prise de décision. Elle a ainsi montré entre autres que l’ocytocine augmente la capacité des autistes à réagir positivement à des signaux sociaux. 
Elle est en outre bénéficiaire d'une bourse ERC Synergy Grant en 2022 donnée par le Conseil européen de la recherche pour le projet OxytocINspace (Oxytocin-driven territorial mapping in the mammalian hippocampal formation).

## Récompenses et distinctions
- Médaille d'argent du CNRS (2013)[5]
- Prix Marcel Dassault pour la recherche sur les maladies mentales, catégorie « Chercheur de l’année » pour ses travaux sur l’effet thérapeutique potentiel de l’ocytocine sur les déficiences sociales dans l’autisme (2012)[6]
- Prix Navicella Sardegna (2015)[1]